# Ruta Provincial 47 (Buenos Aires)
La Ruta Provincial 47 es una carretera pavimentada de 74 km de extensión ubicada en el noreste de la provincia de Buenos Aires, en Argentina. El tramo entre la Ruta Provincial 7 y la Ruta Nacional 8 era la Ruta Nacional 192 cuya jurisdicción fue transferida a la provincia en el año 1988. Durante un tiempo este tramo tuvo la denominación Ruta Provincial 192.

## Características y recorrido
Esta carretera cruza varias rutas radiales, que son las que salen desde la Ciudad de Buenos Aires. Además tiene la particularidad que su traza no está definida en la ciudad de Luján, entre la Ruta Nacional 5 y la Ruta Provincial 7.

## Localidades
A continuación se enumeran las localidades servidas por esta ruta. Las poblaciones con menos de 5000 habitantes se indican en itálica.
- Partido de Navarro (km 1-18): Navarro (km 1-4) y González Risos (km 18).
- Partido de General Las Heras (km 18-23): área rural.
- Partido de Navarro (km 23-25): área rural.
- Partido de Mercedes (km 25-27): área rural.
- Partido de Luján (km 27-39): San Eladio (km 30).
- Partido de General Rodríguez (km 39-45): área rural.
- Partido de Luján (km 45-59): Luján (km 48) y Open Door (km 56).
- Límite entre los partidos de Luján y Exaltación de la Cruz (km 59-67): Torres (km 66).
- Partido de Exaltación de la Cruz (km 67-74): Parada Robles (km 74).